# Francisca Felipa de Monsoriu
Francisca Felipa de Monsoriu y Montpalau (Valencia 1642 - 1709) fue una noble señora perteneciente a la aristocracia valenciana, IV condesa de Gestalgar y X baronesa de Estivella, entre otros títulos.   

## Biografía
Hija de José de Monsoriu y de María de Montpalau o Mompalau, y nieta de Baltasar de Montpalau, encarnaba la unión patrimonial de ambos linajes nobiliarios, los Monsoriu y los Montpalau. Se casó en 1656 con Joan Maties Vallterra, pero quedó viuda al poco de tiempo, y en junio de 1665 contrajo segundas nupcias con su primo Onofre Vicente Escrivá de Híjar, II conde de la Alcudia. 
En 1664 había muerto sin hijos su tío materno, Gaspar de Montpalau y Mussefi, II conde de Gestalgar, por lo cual este título pasó temporalmente a su madre, quién fue por poco tiempo III condesa de Gestalgar (1664 - 1666). En 1666 falleció su madre y en consecuencia, Francisca Felipa heredó todos los dominios del vínculo de los Montpalau, el más importante de los cuales era el Condado de Gestalgar. 
Durante la guerra de Sucesión española sufrió numerosos problemas, sobre todo por la revuelta de muchos de sus vasallos durante los años 1705 y 1706, y por el fracaso de su hijo Baltasar como virrey de Mallorca, quien fue expulsado de la isla por los austracistas (1706). Después de la batalla de Almansa (25 de abril de 1707) recuperó el control de sus posesiones. Francisca Felipa murió el 7 de noviembre de 1709 y fue sucedida por el susodicho hijo Baltasar.

## Variabilidad del nombre
La variabilidad en los nombres es propia de la época y se encontraba en función de los documentos, según se refirieran a unos u otros dominios, o del contexto. También hay que señalar la creciente castellanización de la antroponimia. Además, esta aristócrata a menudo firmaba añadiendo el apellido Centelles, linaje del que descendía y del cual estaba orgullosa; por eso es frecuente encontrarla como «Francisca Felipa de Monsoriu Mompalau y Centelles».